# Martin St. Louis
Martin St. Louis, född 18 juni 1975 i Laval, Québec, är en kanadensisk före detta professionell ishockeyspelare som spelat över 1 000 matcher i NHL för lagen Calgary Flames, Tampa Bay Lightning och New York Rangers.

## Karriär
Den med NHL-mått lille spelaren har inför säsongen 2011–12 spelat tio säsonger med Tampa Bay Lightning och innan dess en för Calgary Flames. Som amatör spelade han med University of Vermont Catamounts där han var NCAA-stjärna. Trots sina framgångar med Catamounts blev han aldrig draftad och kom som free agent till Calgary 1998. Under den senare delen av säsongen 1997–98 spelade han, under sitt kontrakt med Calgary, med Cleveland Lumberjacks. Han nådde höga placeringar i poängligan med Saint John Flames i AHL. När Craig Button blev General Manager för Calgary Flames släppte han St. Louis som skrev kontrakt med Tampa Bay Lightning.
Säsongen 2001–02 höll St. Louis på att etablera sig i NHL men bröt benet och spelade endast 53 av 82 matcher. Istället vann han NHL:s poängliga säsongen 2003–04 med sina 38 mål och 56 assists för 94 poäng på 82 matcher. Han avgjorde även den sjätte finalmatchen i Stanley Cup mot Calgary Flames med ett mål på övertid. Tampa Bay vann senare även den sjunde och avgörande matchen och vann därmed Stanley Cup. St. Louis fick motta både Hart Memorial Trophy och Lester B. Pearson Award som ligans mest värdefulla spelare framröstad av Professional Hockey Writers Association samt spelarna själva. St. Louis blev därmed den åttonde spelaren i NHL:s historia och den första sedan Wayne Gretzky säsongen 1986–87 att vinna Art Ross Trophy, Stanley Cup och Hart Memorial Trophy under samma säsong.
St. Louis har tröja nummer 26 efter sin idol från Montreal Canadiens, Mats Näslund. Under NHL-lockouten 2004–05 spelade han med schweiziska HC Lausanne.
Den 2 oktober 2013 blev St. Louis utsedd till att ersätta den flyktade Vincent Lecavalier som ny lagkapten för Lightning.
St. Louis spelade för Kanada som vann World Cup 2004.

## Utmärkelser
- ECAC All-Rookie Team - 1994
- ECAC All-Conference Team - 1994
- ECAC All-Star Team - 1995
- ECAC Player of the Year - 1995
- NCAA East First All-American Team - 1995
- ECAC All-Star Team - 1996
- NCAA East First All-American Team - 1996
- NCAA Championship All-Tournament Team - 1996
- ECAC All-Star Team - 1997
- NCAA East First All-American Team - 1997
- Spelade i 6 NHL All-Star Games - 2003, 2004, 2007, 2008, 2009, 2011
- Budweiser NHL Plus/Minus Award - 2004
- Art Ross Memorial Trophy - 2004
- Lester B. Pearson Award - 2004
- Hart Memorial Trophy - 2004
- Stanley Cup - 2004
- Lady Byng Memorial Trophy - 2010, 2011
- OS-guld – 2014

## Statistik

### Klubbkarriär
| 1991–92    | Laval Laurentides Midget AAA | Quebec Midget AAA | 42   | 29  | 74  | 103  | 38  | 12  | 7  | 15 | 22 | 16 |
| 1992–93    | Hawkesbury Hawks Jr.A.       | CJHL              | 31   | 37  | 50  | 87   | 70  | —   | —  | —  | —  | —  |
| 1993–94    | Vermont Catamounts           | ECAC              | 33   | 15  | 36  | 51   | 24  | —   | —  | —  | —  | —  |
| 1994–95    | Vermont Catamounts           | ECAC              | 35   | 23  | 48  | 71   | 36  | —   | —  | —  | —  | —  |
| 1995–96    | Vermont Catamounts           | ECAC              | 35   | 29  | 56  | 85   | 38  | —   | —  | —  | —  | —  |
| 1996–97    | Vermont Catamounts           | ECAC              | 36   | 24  | 36  | 60   | 65  | —   | —  | —  | —  | —  |
| 1997–98    | Cleveland Lumberjacks        | IHL               | 56   | 16  | 34  | 50   | 24  | —   | —  | —  | —  | —  |
| 1997–98    | Saint John Flames            | AHL               | 25   | 15  | 11  | 26   | 20  | 20  | 5  | 15 | 20 | 16 |
| 1998–99    | Saint John Flames            | AHL               | 53   | 28  | 34  | 62   | 30  | 7   | 4  | 4  | 8  | 2  |
| 1998–99    | Calgary Flames               | NHL               | 13   | 1   | 1   | 2    | 10  | —   | —  | —  | —  | —  |
| 1999–00    | Saint John Flames            | AHL               | 17   | 15  | 11  | 26   | 14  | —   | —  | —  | —  | —  |
| 1999–00    | Calgary Flames               | NHL               | 56   | 3   | 15  | 18   | 22  | —   | —  | —  | —  | —  |
| 2000–01    | Tampa Bay Lightning          | NHL               | 78   | 18  | 22  | 40   | 12  | —   | —  | —  | —  | —  |
| 2001–02    | Tampa Bay Lightning          | NHL               | 53   | 16  | 19  | 35   | 20  | —   | —  | —  | —  | —  |
| 2002–03    | Tampa Bay Lightning          | NHL               | 82   | 33  | 37  | 70   | 32  | 11  | 7  | 5  | 12 | 0  |
| 2003–04    | Tampa Bay Lightning          | NHL               | 82   | 38  | 56  | 94   | 24  | 23  | 9  | 15 | 24 | 14 |
| 2004–05    | HC Lausanne                  | NL-A              | 23   | 9   | 16  | 25   | 16  | —   | —  | —  | —  | —  |
| 2005–06    | Tampa Bay Lightning          | NHL               | 80   | 31  | 30  | 61   | 38  | 5   | 4  | 0  | 4  | 2  |
| 2006–07    | Tampa Bay Lightning          | NHL               | 82   | 43  | 59  | 102  | 28  | 6   | 3  | 5  | 8  | 8  |
| 2007–08    | Tampa Bay Lightning          | NHL               | 82   | 25  | 58  | 83   | 26  | —   | —  | —  | —  | —  |
| 2008–09    | Tampa Bay Lightning          | NHL               | 82   | 30  | 50  | 80   | 14  | —   | —  | —  | —  | —  |
| 2009–10    | Tampa Bay Lightning          | NHL               | 82   | 29  | 65  | 94   | 12  | —   | —  | —  | —  | —  |
| 2010–11    | Tampa Bay Lightning          | NHL               | 82   | 31  | 68  | 99   | 12  | 18  | 10 | 10 | 20 | 4  |
| 2011–12    | Tampa Bay Lightning          | NHL               | 77   | 25  | 49  | 74   | 16  | —   | —  | —  | —  | —  |
| 2012–13    | Tampa Bay Lightning          | NHL               | 48   | 17  | 43  | 60   | 14  | —   | —  | —  | —  | —  |
| 2013–14    | Tampa Bay Lightning          | NHL               | 62   | 29  | 32  | 61   | 6   | —   | —  | —  | —  | —  |
| 2013–14    | New York Rangers             | NHL               | 19   | 1   | 7   | 8    | 4   | 25  | 8  | 7  | 15 | 2  |
| 2014–15    | New York Rangers             | NHL               | 74   | 21  | 31  | 52   | 20  | 19  | 1  | 6  | 7  | 4  |
| NHL totalt | NHL totalt                   | NHL totalt        | 1134 | 390 | 642 | 1032 | 310 | 107 | 42 | 48 | 90 | 34 |

### Internationellt
| År            | Lag           | Turnering |    | Matcher | Mål | Assist | Poäng | Utv |
| ------------- | ------------- | --------- | -- | ------- | --- | ------ | ----- | --- |
| 2004          | Kanada        | WC        | 6  | 2       | 2   | 4      | 0     |     |
| 2006          | Kanada        | OS        | 6  | 2       | 1   | 3      | 0     |     |
| 2008          | Kanada        | VM        | 9  | 2       | 8   | 10     | 0     |     |
| 2009          | Kanada        | VM        | 9  | 4       | 11  | 15     | 0     |     |
| 2014          | Kanada        | OS        | 5  | 0       | 0   | 0      | 2     |     |
| Senior totalt | Senior totalt |           | 35 | 10      | 22  | 34     | 2     |     |